# ФК Брсково
Фудбалски клуб Брсково, црногорски је фудбалски клуб из Мојковца, који се такмичи у Трећој лиги Црне Горе — Сјевер. Два пута је освојио Сјеверну регију у оквиру Треће лиге, два пута куп регије Сјевер и пет пута Сјеверну регију у оквиру Регионалне лиге Црне Горе, у четвртом степену такмичења у Југославији.
Утакмице као домаћин игра на градском стадиону у Мојковцу, чији је капацитет 1.500 мјеста.

## Историја
Основан је 1932. као први фудбалски клуб у Мојковцу и у почетку је играо само пријатељске утакмице, а било је популарно ривалство са Горштаком из Колашина. Након Другог свјетског рата, почео је да се такмичи у Регионалној лиги Црне Горе у Сјеверној регији, у оквиру четвртог степена такмичења у СФР Југославији, коју је освојио у сезони 1960/61. и по први пут у историји се пласирао у Републичку лигу Црне Горе. Сезону 1961/62. завршио је на последњем мјесту, са само једном побједом, али је остао у лиги јер нико није испадао. Сезону 1962/63. завршио је на седмом мјесту, а након што је три сезоне заредом завршио на претпоследњем мјесту, у сезони 1966/67. је испао из лиге, са једном оствареном побједом и девет бодова. У сезони 1988/89. освојио је Сјеверну регију по други пут и пласирао се у Републичку лигу послије 20 година. У Републичкој лиги је провео једну сезону након чега је испао у регију у сезони 1990/91. а у сезони 1991/92. поново је освојио Сјеверну регију.
Послије неколико сезона у регији, освојио је Сјеверну регију у сезони 2001/02. и пласирао се у Трећу лигу СР Југославије зона Црна Гора, гдје је сезону 2002/03. завршио на 14 мјесту и испао из лиге. У сезони 2003/04. освојио је Сјеверну регију по пети пут и у баражу против Цетиња и Графичара се вратио у Другу лигу Црне Горе, што је био трећи степен такмичења у Србији и Црној Гори. Сезону 2004/05. завршио је на десетом мјесту, након чега је сезону 2005/06. завршио на 11 мјесту и испао је из лиге.
Након осамостаљења Црне Горе на Референдуму 2006. године, такмичење је почео у Сјеверној регији у оквиру Треће лиге. Године 2011. освојио је Куп сјеверне регије и учествовао је у Купу Црне Горе, гдје је у првом колу побиједио ОФК Бар 1 : 0, а у осмини финала је изгубио од Петровца 2 : 0. У сезони 2014/15. освојио је Сјеверну регију, а у баражу за пласман у Другу лигу завршио је на првом мјесту, испред Графичара и Слоге Радовићи и по први пут се пласирао у Другу лигу. У сезони 2015/16. учествовао је у Купу и у првом колу је побиједио Језеро 2 : 1, а у осмини финала је играо против Зете. У првој утакмици Зета је побиједила кући 3 : 0, док је у реваншу побиједило Брсково 2 : 1, али је Зета прошла у четвртфинале. Другу лигу је завршио на претпоследњем мјесту, два бода иза Језера и испао је из лиге. Године 2016. освојио је Куп сјеверне регије по други пут и учествовао је у Купу Црне Горе, гдје је у првом колу побиједио Горштак 4 : 2 након једанаестераца. У осмини финала играо је против Ловћена; у првој утакмици изгубио је кући 4 : 2, док је у реваншу изгубио 1 : 0 и испао је. У сезони 2017/18. освојио је Сјеверну регију по други пут, а у баражу за пласман у Другу лигу, завршио је иза Арсенала и Братства и остао је у Трећој лиги.
Сезону 2020/21. завршио је на шестом мјесту са три побједе, након чега је сезону 2021/22. завршио на другом мјесту, десет бодова иза Ибра. Сезону 2022/23. завршио је на петом мјесту.

## Стадион
Утакмице као домаћин игра на градском стадиону у Мојковцу, чији је капацитет 1.500 мјеста. Реновиран је 2009. године и на њему су одигране Међуопштинске спортске игре 2009. Године 2015. изграђен је помоћни терен са вјештачком подлогом, донацијом Фудбалског савеза Црне Горе.

## Резултати у такмичењима у Црној Гори
| Сезона   | Степен | Лига                | Бр.екипа  | Позиција   | Куп             |
| -------- | ------ | ------------------- | --------- | ---------- | --------------- |
| 2006/07. | 3      | Трећа лига — Сјевер | 7         | 7. мјесто  | Није учествовао |
| 2007/08. | 3      | Трећа лига — Сјевер | 7         | 3. мјесто  | Није учествовао |
| 2008/09. | 3      | Трећа лига — Сјевер | 9         | 6 мјесто   | Није учествовао |
| 2009/10. | 3      | Трећа лига — Сјевер | Непознато | 8. мјесто  | Није учествовао |
| 2010/11. | 3      | Трећа лига — Сјевер | Непознато | 2 мјесто   | Није учествовао |
| 2011/12. | 3      | Трећа лига — Сјевер | Непознато | 2. мјесто  | Осмина финала   |
| 2012/13. | 3      | Трећа лига — Сјевер | Непознато | 2. мјесто  | Није учествовао |
| 2013/14. | 3      | Трећа лига — Сјевер | Непознато | 5. мјесто  | Није учествовао |
| 2014/15. | 3      | Трећа лига — Сјевер | Непознато | 1. мјесто  | Није учествовао |
| 2015/16. | 2      | Друга лига          | 12        | 11. мјесто | Осмина финала   |
| 2016/17. | 3      | Трећа лига — Сјевер | 9         | 2. мјесто  | Осмина финала   |
| 2017/18. | 3      | Трећа лига — Сјевер | 10        | 1. мјесто  | Није учествовао |
| 2018/19. | 3      | Трећа лига — Сјевер | 10        | 3. мјесто  | Није учествовао |
| 2019/20. | 3      | Трећа лига — Сјевер | 8         | 4. мјесто  | Није учествовао |
| 2020/21. | 3      | Трећа лига — Сјевер | 8         | 6. мјесто  | Није учествовао |
| 2021/22. | 3      | Трећа лига — Сјевер | 8         | 2. мјесто  | Није учествовао |
| 2022/23. | 3      | Трећа лига — Сјевер | 9         | 5. мјесто  | Није учествовао |
| 2023/24. | 3      | Трећа лига — Сјевер | 9         | 4. мјесто  | Није учествовао |
| 2024/25. | 3      | Трећа лига — Сјевер | 9         | 4. мјесто  | Није учествовао |

## Успјеси
| Такмичење                                       | Такмичење                         | Број                              | Година                                      |                                   |                                   |
| Трећа лига Црне Горе — Сјевер — 2               | Трећа лига Црне Горе — Сјевер — 2 | Трећа лига Црне Горе — Сјевер — 2 | Трећа лига Црне Горе — Сјевер — 2           | Трећа лига Црне Горе — Сјевер — 2 | Трећа лига Црне Горе — Сјевер — 2 |
| ----------------------------------------------- | --------------------------------- | --------------------------------- | ------------------------------------------- | --------------------------------- | --------------------------------- |
| Трећа лига                                      | Првак                             | 2                                 | 2014/15, 2017/18                            |                                   |                                   |
| Куп регије Сјевер — 3                           |                                   |                                   |                                             |                                   |                                   |
| Регионални куп                                  | Побједник                         | 2                                 | 2011, 2016                                  |                                   |                                   |
| Регионални куп                                  | Финалиста                         | 0                                 |                                             |                                   |                                   |
| Регионална лига Црне Горе — Сјеверна регија — 5 |                                   |                                   |                                             |                                   |                                   |
| Регионална лига Црне Горе                       | Побједник                         | 5                                 | 1960/61, 1988/89, 1991/92, 2001/02, 2003/04 |                                   |                                   |